# 코스기 쥬로타
코스기 쥬로타(일본어: 小杉 十郎太 こすぎ じゅうろうた[*], 1957년 12월 9일 ~)는 일본의 성우이다. 가나가와현 요코하마시 미나미구 출신으로 1980년 대학을 졸업한 뒤 영화 제작사에서 4년간 근무하였다. 1985년 데뷔하였으며, 2006년부터는 음악 활동도 병행하고 있다. 현재 소속은 오사와 사무소(大沢事務所)이다. Jerryt Omegafox Emoji! Jerryt Omegafox Emoji!

## 더빙
- 검용전설 야이바 - 사사키 코지로
- YAT 안심! 우주여행 - 호시와타리 다이고
- 짱구는 못말려 - 이글 헤드
- 극장판 짱구는 못말려: 격돌! 낙서왕국과 얼추 네 명의 용사들 - 에너지 장관
- 닌타마 란타로 - 미야모토
- 날아라 호빵맨 - 타쿠토만
- 쾌걸 조로- 레이몬드
- 트라이건 - 조이
- 나루토 - 사루토비 아스마
- 나루토 질풍전 - 사루토비 아스마
- 파워 디지몬- 청룡몬
- 디지몬 테이머즈 - 청룡몬
- 미르모 퐁퐁퐁 - 다크
- 마법기사 레이어스 - 신관 자가토, 란티스
- 원피스 - 아론
- 학교괴담 - 피아노 귀신
- 프리큐어 스플래쉬스타 - 킨토레스키
- 도라에몽-유령,닥스
- 도라에몽 노비타의 동물혹성-남성
- 도라에몽 노비타의 남해대모험-아나운서
- 도라에몽 노비타와 로봇왕국-이드병사
- 밀림의 왕자 레오 - 고다
- 파워퍼프걸Z - 쇠똥구리벌레
- 귀신동자 젠키 - 젠키(성인)
- 중화일번 - 리 제독 (원조대인)
- 몬스터 팜 - 대마왕 무
- 포트리스-블랙 데빌 탱크 흑마룡
- 테니스의 왕자 - 사카키 타로
- 디지몬 크로스워즈 - 스컬나이트몬,다크나이트몬
- 뿡야뿡야 왕바우 - 비타2
- 천사가 될거야 - 아빠
- 무적뱅커 크로켓 - 카라스미
- 바람의 전사 - 카게로
- 바이스 크로이츠 - 페르샤
- 나의 지구를 지켜줘 - 타무라 카즈토
- 은하영웅전설 - 캐스퍼 린츠
- 청의 6호 - JJ 버넬
- 테카맨 블레이드- 테카맨 렌스
- 풍마의 코지로 - 카게로
- 마그마 대사 - 무라카미 아츠시
- 우주여행사 야트 - 호시와타리 다이고
- 파이어 엠블렘 - 오그마
- BLOOD+ - 데이비드
- 죠죠의기묘한모험 3부 OVA - 쿠죠 죠타로